# 贝尔蒙叙洛桑
贝尔蒙叙洛桑（法語：Belmont-sur-Lausanne，法語發音：[bɛlmɔ̃ syʁ lɔzan] ⓘ，意为“洛桑上方的贝尔蒙”）是瑞士沃州的一个市镇，属于拉沃-奥龙区。贝尔蒙叙洛桑的总面积为2.65平方公里，截至2018年12月31日总人口为3,721人。